# 阿卜杜勒·薩塔·伊迪
阿卜杜勒·薩塔·伊迪（1928年2月28日—2016年7月8日），巴基斯坦著名慈善家及人道主义者。

## 生平
他在1951年創立的非牟利慈善組織「伊迪基金」（Edhi Foundation）在巴基斯坦各地管理無數醫院、露宿者中心、康復中心及孤兒院。
出生於英属印度古吉拉特邦的伊迪跟隨家人在1947年的印巴分治搬往巴基斯坦南部城市卡拉奇。伊迪和他的慈善組織「伊迪基金」致力幫肋巴基斯坦的貧苦市民，因此他被視為巴基斯坦最令人尊敬的人物之一。